# Michael Kiwanuka
Michael Samuel Kiwanuka, född 3 maj 1987 i Muswell Hill i norra London, är en brittisk musiker.
Kiwanuka är uppväxt i Muswell Hill i norra London; hans föräldrar hade flytt till Storbritannien från Uganda under Idi Amins regim.
Han har inspirerats av artister som Jimi Hendrix, Ray Charles, Bill Withers, Otis Redding, Jack Johnson, The Band, Joni Mitchell, Bob Dylan, Eric Bibb, Wham!, Funkadelic och Richie Havens. Han var förband till Adele  på hennes turné 2011. Samma år fick han skivkontrakt med Polydor Records. Kiwanukas debutalbum Home Again släpptes 2012 och nominerades till Mercury Music Prize. Hans tredje fullängdsalbum Kiwanuka släpptes 2019 och vann Mercury Prize 2020.

## Diskografi
Studioalbum
- 2012 – Home Again
- 2016 – Love & Hate
- 2019 – Kiwanuka
- 2024 – Small Changes

EPs
- 2011 – Tell Me a Tale EP (Isle of Wight Sessions)
- 2011 – iTunes Festival: London 2011
- 2011 – I'm Getting Ready EP
- 2014 – You've Got Nothing to Lose